# Monsenyor (pel·lícula)
Monsenyor (títol original en anglès: Monsignor) és una pel·lícula estatunidenca dirigida per Frank Perry, estrenada el 1982 i doblada al català.

## Argument
La pel·lícula narra la història del Pare Flaherty, sacerdot nord-americà que havia lluitat a la Segona Guerra Mundial. Durant la seva carrera eclesiàstica per obtenir alguna cosa a les arques de l'església es posa d'acord amb la màfia que es divideix el mercat negre de cigarrets, mentre que la compra d'un banc li permet rentar més fàcilment el diner negre.
L'home s'enamora d'una monja i l'enganya per seduir-la. Quan ella descobreix la veritat interromp la història d'amor. La seva carrera el va portar a convertir-se en cardenal i és traït per un mafiós que li roba 250 milions de dòlars.
Tot i que el traïdor és assassinat immediatament, Flaherty és sotmès a un procés, però la mort del Papa serà la seva salvació.

## Repartiment
- Christopher Reeve: Pare John Flaherty
- Geneviève Bujold: Clara
- Fernando Rey: Cardenal Santoni
- Jason Miller: Don Vito Appolini
- Joseph Cortese: Ludovico 'Lodo' Varese
- Adolfo Celi: Cardenal Vinci
- Leonardo Cimino: el papa
- Tomas Milian: Pare Francisco
- Robert Prosky: Bisbe Walkman
- Joe Pantoliano: Soldat ras Joe Musso
- David Mills: l'alcalde
- Joe Spinell: el pare de la núvia